# Antognano
Antognano è una località del comune di Parma, appartenente al quartiere Vigatto.
La località è situata 4,34 km a sud-ovest del centro della città.

## Geografia fisica
La località sorge in posizione pianeggiante sulla sponda destra del torrente Baganza.

## Storia
Il borgo di Antognano fu menzionato per la prima volta il 31 marzo 987, in una donazione di terreni ai canonici del Capitolo della Cattedrale di Parma da parte del vescovo di Parma Sigefredo II.
L'abitato fu citato nuovamente nel 1015, in un atto di conferma di beni da parte del vescovo Enrico al monastero di San Paolo, e nel 1047, in una donazione di alcune proprietà alla chiesa di Santa Cristina da parte di tal Alegro.
Nel 1195 fu nominata per la prima volta la cappella di S. Andreae Ap. de Antognano, dipendente dall'abbazia di San Giovanni Evangelista.
In seguito il centro abitato, a causa della vicinanza con la città, ne subì le sorti.
Per effetto di decreti napoleonici, nel 1806 la località divenne frazione del nuovo comune (o mairie) di Vigatto, che nel 1943 fu annesso a quello di Parma, ma fu nuovamente istituito nel 1951, per essere definitivamente soppresso nel 1962 e divenire in seguito quartiere autonomo.
Nella seconda metà del XX secolo il territorio settentrionale di Antognano fu interessato dalla costruzione di un ampio quartiere densamente popolato, che divenne parte integrante della città; anche il territorio parrocchiale di Sant'Andrea Apostolo in Antognano fu drasticamente ridotto, in seguito alla fondazione nel 1962 della chiesa parrocchiale delle Sacre Stimmate.

## Monumenti e luoghi d'interesse

### Chiesa di Sant'Andrea Apostolo in Antognano

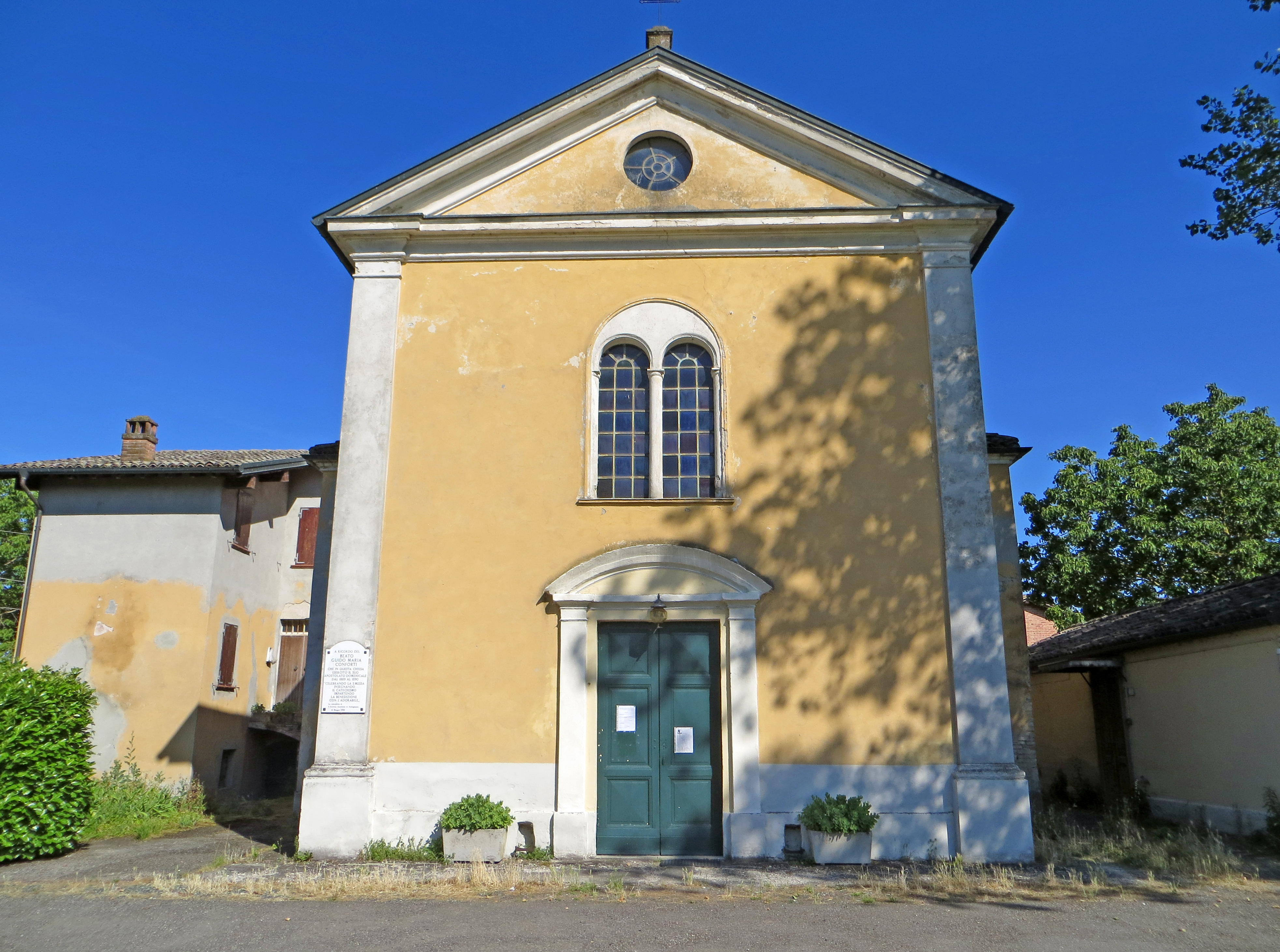
Chiesa di Sant'Andrea Apostolo in Antognano

Menzionata per la prima volta nel 1195, la cappella di Sant'Andrea Apostolo in Antognano divenne sede parrocchiale autonoma; ristrutturata in forme neoclassiche nel 1893, fu restaurata intorno al 1950; nel 1985, in seguito alla costruzione di una nuova chiesa parrocchiale in via Antonio Berzioli, ne divenne sussidiaria. L'edificio, interamente intonacato, si sviluppa su una navata unica, affiancata da una cappella per parte.

### Villa Meli Lupi
Costruita nella seconda metà del XIX secolo per volere dei marchesi Meli Lupi di Soragna, la villa fu acquistata verso la fine del secolo da Salomone Tedeschi; alienata nel 1926 ai fratelli Luigi, Pietro e Giovanni Del Monte, fu rivenduta nel 1960 a Egidio Sartori; interamente ristrutturata nel 2000, fu trasformata in albergo. Il simmetrico edificio, preceduto da un viale di tigli, è costituito da cinque corpi in perfetta continuità, di cui quello centrale elevato su tre livelli, i due laterali leggermente più alti coronati da cuspidi e i due estremi eretti su due piani; all'interno vari ambienti sono decorati sui soffitti piani con dipinti a soggetto floreale, mentre la sala centrale a pianta esagonale presenta quattro esili colonne.

### Casinetto Lebrun
Costruito in epoca imprecisata, il casinetto fu acquisito dal colonnello napoleonico Antonio Maria Lebrun nei primi anni del XIX secolo; acquistato nel 1820 dal ministro Michele Pazzoni, fu in seguito rivenduto a Egisto Anelli e, nel 1930, ad Arienzo Passeri, per essere col tempo abbandonato al degrado. L'asimmetrico edificio, elevato su due livelli principali oltre al sottotetto, è sormontato da un'altana con due finestre; all'interno ai lati dell'androne voltato a botte si aprono vari ambienti, coronati da volte a vela prive di decorazioni.